# One of Us (singel Joan Osborne)
One of Us – singel amerykańskiej piosenkarki Joan Osborne, który ukazał się w marcu 1995 na albumie Relish. Utwór został wyprodukowany przez Ricka Chertoffa.
„One of Us” jest jednym z nielicznych utworów z repertuaru artystki, utrzymanych w popowych klimatach. Piosenkarka preferowała styl rockowy, balansujący między country, blues, folk i soul.

## Teledysk
Reżyserami teledysku byli Mark Seliger i Fred Woodward. Został nagrany na Coney Island w Nowym Jorku w barwach sepii.

## Przyjęcie
Roch Parisien z Allmusic nazwał piosenkę "prostym i bezpośrednim wyznaniem wiary, szczerym i bez ozdobników, łączy niemal doskonały chór oraz wspaniały riff gitarowy w stylu Neila Younga". W 2007 utwór zajmował miejsce 54 na liście "VH1's 100 Greatest Songs of the 90's".
O popularności „One of Us” świadczy fakt, iż singel został użyty między innymi jako opening w serialu Joan z Arkadii i znalazł się na ścieżkach dźwiękowych filmów Vanilla Sky oraz Bruce Wszechmogący. Utwór został także wykorzystany w popularnym serialu młodzieżowym Glee.